# داون (فرباندسگماینده)
داون (به آلمانی: Verbandsgemeinde Daun) یک منطقهٔ مسکونی در آلمان است که در فولکانایفل واقع شده‌است. داون ۲۴٬۰۳۸ نفر جمعیت دارد.